# Llista de topònims de Monistrol de Calders
Llista de topònims (noms propis de lloc) del municipi de Monistrol de Calders, al Moianès
Informació actualitzada per un bot. Els canvis manuals es perdran quan s'actualitzi!

## barraca de vinya
| imatge | Nom                               | Ubicat a             | instància de     | Detalls                     | coordenades | Protecció | Commons (més fotos) | Dades a WD                    |
| ------ | --------------------------------- | -------------------- | ---------------- | --------------------------- | --- | --------- | ------------------- | ----------------------------- |
|        | barraca de l'Onclet a Coll Girant | Monistrol de Calders | barraca de vinya |                             | 41° 46′ 15″ N, 2° 01′ 22″ E / 41.77084°N,2.02287°E ca:a la zona nord del centre del terme municipal. Ubicada entre la Golarda i la carretera de la Coma. |           |                     | Modifica les dades a Wikidata |
|        | barraca del Camí de Vilaterçana   | Monistrol de Calders | barraca de vinya | Estil: arquitectura popular | 41° 46′ 42″ N, 2° 01′ 33″ E / 41.77825°N,2.02576°E ca:a l'oest de la masia la Coma, en el vessant occidental de la carena.                               |           |                     | Modifica les dades a Wikidata |
|        | barraca del Cuell                 | Monistrol de Calders | barraca de vinya | Estil: arquitectura popular | 41° 46′ 33″ N, 2° 01′ 33″ E / 41.77574°N,2.02597°E ca:a la dreta de la Golarda, al nord dels Gorgs Blaus.                                                |           |                     | Modifica les dades a Wikidata |
|        | barraca del Faci al Trull         | Monistrol de Calders | barraca de vinya |                             | 41° 46′ 22″ N, 2° 01′ 04″ E / 41.77287°N,2.01767°E ca:en uns camps propers a la masia la Païssa, situats per sota el camí que porta a la masia.          |           |                     | Modifica les dades a Wikidata |

## bosc
| imatge | Nom                     | Ubicat a                        | instància de | Detalls | coordenades                                                            | Protecció | Commons (més fotos)     | Dades a WD                    |
| ------ | ----------------------- | ------------------------------- | ------------ | ------- | ---------------------------------------------------------------------- | --------- | ----------------------- | ----------------------------- |
|        | Avellaners del Cuca     | Monistrol de Calders            | bosc         |         | 41° 45′ 51″ N, 2° 02′ 33″ E / 41.7641027778°N,2.04253333333°E 623 msnm |           | Avellaners del Cuca     | Modifica les dades a Wikidata |
|        | Avellaners del Pere Pla | Monistrol de Calders            | bosc         |         | 41° 46′ 15″ N, 2° 02′ 14″ E / 41.7707861111°N,2.03717777778°E 625 msnm |           | Avellaners del Pere Pla | Modifica les dades a Wikidata |
|        | Bosc Mitger             | Castellcir Monistrol de Calders | bosc         |         | 41° 45′ 57″ N, 2° 02′ 53″ E / 41.765921°N,2.048148°E 650 msnm          |           | Bosc Mitger             | Modifica les dades a Wikidata |
|        | Bosc del Rossinyol      | Monistrol de Calders            | bosc         |         | 41° 44′ 04″ N, 2° 00′ 38″ E / 41.7344980556°N,2.01055°E 625 msnm       |           |                         | Modifica les dades a Wikidata |
|        | Pins Grossos            | Monistrol de Calders Granera    | bosc         |         | 41° 44′ 12″ N, 2° 02′ 10″ E / 41.73655°N,2.03618055556°E 575 msnm      |           | Pins Grossos            | Modifica les dades a Wikidata |
|        | Pins del Julià          | Monistrol de Calders            | bosc         |         | 41° 44′ 40″ N, 2° 01′ 07″ E / 41.7444888889°N,2.01862944444°E 500 msnm |           | Pins del Julià          | Modifica les dades a Wikidata |

## camí
| imatge | Nom                                        | Ubicat a                            | instància de | Detalls      | coordenades                                                                                               | Protecció | Commons (més fotos)                     | Dades a WD                    |
| ------ | ------------------------------------------ | ----------------------------------- | ------------ | ------------ | --- | --------- | --------------------------------------- | ----------------------------- |
|        | camí de Monistrol de Calders a Bellveí     | Monistrol de Calders Calders        | camí         | Llarg: 2km   | 41° 45′ 31″ N, 2° 00′ 10″ E / 41.7587°N,2.002797°E 41° 45′ 55″ N, 1° 59′ 06″ E / 41.765268°N,1.985065°E   |           | Camí de Monistrol de Calders a Bellveí  | Modifica les dades a Wikidata |
|        | camí de Monistrol de Calders a Granera     | Monistrol de Calders                | camí         | Llarg: 5km   | 41° 45′ 28″ N, 2° 01′ 33″ E / 41.757785°N,2.025861°E 41° 43′ 43″ N, 2° 03′ 29″ E / 41.728538°N,2.058153°E |           |                                         | Modifica les dades a Wikidata |
|        | camí de Monistrol de Calders a Marfà       | Castellcir Monistrol de Calders     | camí         | Llarg: 5.3km | 41° 46′ 12″ N, 2° 01′ 25″ E / 41.770086°N,2.023733°E 41° 46′ 45″ N, 2° 04′ 08″ E / 41.779119°N,2.068751°E |           | Camí de Monistrol de Calders a Marfà    | Modifica les dades a Wikidata |
|        | camí de Monistrol de Calders a Vilaterçana | Monistrol de Calders                | camí         | Llarg: 5km   | 41° 46′ 45″ N, 2° 01′ 50″ E / 41.779169°N,2.030571°E 41° 47′ 52″ N, 2° 01′ 57″ E / 41.797793°N,2.032468°E |           |                                         | Modifica les dades a Wikidata |
|        | camí de Monistrol de Calders al Coll       | Monistrol de Calders Granera        | camí         | Llarg: 5km   | 41° 45′ 01″ N, 2° 00′ 41″ E / 41.750212°N,2.011513°E 41° 44′ 19″ N, 2° 02′ 36″ E / 41.738672°N,2.043226°E |           | Camí de Monistrol de Calders al Coll    | Modifica les dades a Wikidata |
|        | camí de Mussarra al Coll de Lligabosses    | Monistrol de Calders Talamanca Mura | camí         | Llarg: 4km   | 41° 44′ 43″ N, 1° 59′ 54″ E / 41.745206°N,1.998338°E 41° 43′ 44″ N, 2° 00′ 33″ E / 41.728957°N,2.009171°E |           | Camí de Mussarra al Coll de Lligabosses | Modifica les dades a Wikidata |
|        | camí de Sant Pere Màrtir                   | Monistrol de Calders                | camí         | Llarg: 2km   | 41° 45′ 30″ N, 2° 00′ 43″ E / 41.758305°N,2.011856°E 41° 45′ 30″ N, 2° 00′ 12″ E / 41.758239°N,2.003239°E |           | Camí de Sant Pere Màrtir                | Modifica les dades a Wikidata |
|        | camí de l'Otzetó                           | Monistrol de Calders                | camí         | Llarg: 1.5km | 41° 43′ 27″ N, 2° 01′ 50″ E / 41.7242°N,2.03046°E                                                         |           |                                         | Modifica les dades a Wikidata |
|        | camí de la Païssa                          | Monistrol de Calders                | camí         | Llarg: 1.5km | 41° 45′ 56″ N, 2° 00′ 40″ E / 41.765688°N,2.011066°E 41° 46′ 23″ N, 2° 00′ 55″ E / 41.773124°N,2.015314°E |           | Camí de la Païssa                       | Modifica les dades a Wikidata |
|        | camí del Rossinyol                         | Monistrol de Calders                | camí         | Llarg: 4km   | 41° 43′ 24″ N, 2° 00′ 56″ E / 41.7233°N,2.01551°E 41° 43′ 51″ N, 2° 00′ 54″ E / 41.730771°N,2.014969°E    |           |                                         | Modifica les dades a Wikidata |
|        | camí del Trull                             | Monistrol de Calders                | camí         | Llarg: 1.5km | 41° 46′ 12″ N, 2° 01′ 04″ E / 41.769934°N,2.017739°E 41° 46′ 09″ N, 2° 00′ 49″ E / 41.769038°N,2.01359°E  |           | Camí del Trull                          | Modifica les dades a Wikidata |
|        | carretera de la Coma                       | Monistrol de Calders                | camí         | Llarg: 3.5km | 41° 45′ 42″ N, 2° 00′ 52″ E / 41.761691°N,2.0144°E 41° 46′ 49″ N, 2° 01′ 54″ E / 41.780319°N,2.031581°E   |           |                                         | Modifica les dades a Wikidata |

## casa
| imatge | Nom           | Ubicat a             | instància de | Detalls                     | coordenades                                                                                      | Protecció                                  | Commons (més fotos)                  | Dades a WD                    |
| ------ | ------------- | -------------------- | ------------ | --------------------------- | ------------------------------------------------------------------------------------------------ | ------------------------------------------ | ------------------------------------ | ----------------------------- |
|        | Ca la Miquela | Monistrol de Calders | casa         | Estil: arquitectura popular | 41° 45′ 36″ N, 2° 00′ 48″ E / 41.760038888889°N,2.0134361111111°E ca:Plaça d'Espanya, 6 442 msnm | bé integrant del patrimoni cultural català | Ca la Miquela (Monistrol de Calders) | Modifica les dades a Wikidata |
|        | Cal Marfà     | Monistrol de Calders | casa         | Estil: arquitectura popular | 41° 45′ 34″ N, 2° 00′ 44″ E / 41.75941°N,2.012217°E ca:Carrer Fèlix Estrada Saladich, 13         | bé integrant del patrimoni cultural català |                                      | Modifica les dades a Wikidata |
|        | Cal Mestre    | Monistrol de Calders | casa         | Estil: arquitectura popular | 41° 45′ 39″ N, 2° 00′ 49″ E / 41.760709°N,2.013658°E ca:Carrer de la Vinya, 1                    | bé integrant del patrimoni cultural català |                                      | Modifica les dades a Wikidata |
|        | la Casella    | Monistrol de Calders | casa         |                             | 41° 45′ 21″ N, 2° 00′ 46″ E / 41.7557°N,2.0128°E 450 msnm                                        |                                            | La Casella (Monistrol de Calders)    | Modifica les dades a Wikidata |

## collada
| imatge | Nom                              | Ubicat a                                      | instància de | Detalls                                        | coordenades                                                         | Protecció | Commons (més fotos)              | Dades a WD                    |
| ------ | -------------------------------- | --------------------------------------------- | ------------ | ---------------------------------------------- | ------------------------------------------------------------------- | --------- | -------------------------------- | ----------------------------- |
|        | Coll Girant                      | Monistrol de Calders                          | collada      | Hi passa: carretera de la Coma                 | 41° 46′ 12″ N, 2° 01′ 25″ E / 41.77008889°N,2.02374167°E 489 msnm   |           | Coll Girant                      | Modifica les dades a Wikidata |
|        | Coll de Lligabosses              | Monistrol de Calders Mura                     | collada      |                                                | 41° 43′ 44″ N, 2° 00′ 33″ E / 41.729°N,2.00907°E 629 msnm           |           | Coll de Lligabosses              | Modifica les dades a Wikidata |
|        | Coll de Portella                 | Monistrol de Calders                          | collada      |                                                | 41° 45′ 24″ N, 2° 00′ 25″ E / 41.7568°N,2.00694°E 556 msnm          |           | Coll de Portella                 | Modifica les dades a Wikidata |
|        | Coll de Sant Llogari             | Castellcir Castellterçol Monistrol de Calders | collada      |                                                | 41° 45′ 39″ N, 2° 03′ 15″ E / 41.7608°N,2.05407°E 623 msnm          |           | Coll de Sant Llogari             | Modifica les dades a Wikidata |
|        | Coll de la Baga del Miracle      | Monistrol de Calders                          | collada      |                                                | 41° 44′ 58″ N, 2° 02′ 47″ E / 41.74936111°N,2.04631944°E 648.5 msnm |           |                                  | Modifica les dades a Wikidata |
|        | Collet de Bosc Mitger            | Monistrol de Calders                          | collada      |                                                | 41° 45′ 54″ N, 2° 02′ 29″ E / 41.76498056°N,2.04150833°E 619 msnm   |           |                                  | Modifica les dades a Wikidata |
|        | Collet de l'Esquirol             | Monistrol de Calders                          | collada      |                                                | 41° 44′ 57″ N, 2° 01′ 31″ E / 41.7493°N,2.02535°E 616.2 msnm        |           |                                  | Modifica les dades a Wikidata |
|        | Collet de la Baga de l'Om        | Monistrol de Calders                          | collada      | Hi passa: camí de Monistrol de Calders al Coll | 41° 44′ 45″ N, 2° 01′ 36″ E / 41.74595°N,2.02659167°E 631 msnm      |           | Collet de la Baga de l'Om        | Modifica les dades a Wikidata |
|        | Collet del Benet                 | Calders Monistrol de Calders                  | collada      |                                                | 41° 45′ 41″ N, 1° 59′ 39″ E / 41.76148056°N,1.99414722°E 524.1 msnm |           |                                  | Modifica les dades a Wikidata |
|        | Collet dels Pins del Feliu       | Monistrol de Calders                          | collada      |                                                | 41° 45′ 45″ N, 2° 01′ 03″ E / 41.76251111°N,2.01756944°E 480 msnm   |           |                                  | Modifica les dades a Wikidata |
|        | Colljovà                         | Castellcir Monistrol de Calders               | collada      |                                                | 41° 46′ 15″ N, 2° 02′ 43″ E / 41.7708°N,2.04517°E 629 msnm          |           | Colljovà                         | Modifica les dades a Wikidata |
|        | el Collet (Monistrol de Calders) | Monistrol de Calders                          | collada      |                                                | 41° 45′ 40″ N, 2° 00′ 49″ E / 41.76123889°N,2.01372222°E 456 msnm   |           | El Collet (Monistrol de Calders) | Modifica les dades a Wikidata |

## cova
| imatge | Nom              | Ubicat a             | instància de | Detalls | coordenades                                                                                       | Protecció | Commons (més fotos) | Dades a WD                    |
| ------ | ---------------- | -------------------- | ------------ | ------- | ------------------------------------------------------------------------------------------------- | --------- | ------------------- | ----------------------------- |
|        | Balma Freda      | Monistrol de Calders | cova         |         | 41° 44′ 10″ N, 2° 01′ 24″ E / 41.736038°N,2.023199°E 500 msnm                                     |           | Balma Freda         | Modifica les dades a Wikidata |
|        | Balma de la Coma | Monistrol de Calders | cova         |         | 41° 46′ 29″ N, 2° 02′ 21″ E / 41.7747°N,2.03908°E 470 msnm                                        |           |                     | Modifica les dades a Wikidata |
|        | Balma dels Bucs  | Monistrol de Calders | cova         |         | 41° 46′ 08″ N, 2° 01′ 08″ E / 41.768863°N,2.018812°E ca:Prop de la resclosa de la Païssa 450 msnm |           |                     | Modifica les dades a Wikidata |

## curs d'aigua
| imatge | Nom                                     | Ubicat a                               | instància de | Detalls                                                   | coordenades | Protecció | Commons (més fotos)                          | Dades a WD                    |
| ------ | --------------------------------------- | -------------------------------------- | ------------ | --------------------------------------------------------- | --- | --------- | -------------------------------------------- | ----------------------------- |
|        | la Golarda                              | Castellcir Monistrol de Calders        | curs d'aigua | Desemboca: riu Calders Llarg: 9km                         | 41° 46′ 48″ N, 2° 03′ 48″ E / 41.780014°N,2.063434°E 41° 45′ 45″ N, 2° 00′ 44″ E / 41.762635°N,2.012307°E                   |           | La Golarda                                   | Modifica les dades a Wikidata |
|        | riera de Sant Joan                      | Monistrol de Calders                   | curs d'aigua | Desemboca: riu Calders Llarg: 8km                         | 41° 45′ 25″ N, 2° 03′ 10″ E / 41.756871°N,2.052787°E 41° 45′ 45″ N, 2° 00′ 44″ E / 41.762637°N,2.012312°E                   |           | Riera de Sant Joan (Monistrol de Calders)    | Modifica les dades a Wikidata |
|        | riu Calders                             | Monistrol de Calders Calders Navarcles | curs d'aigua | Desemboca: Llobregat Llarg: 10km                          | 41° 45′ 46″ N, 2° 00′ 44″ E / 41.762641°N,2.012304°E 41° 45′ 20″ N, 1° 53′ 51″ E / 41.755629°N,1.897466°E                   |           | Riu Calders                                  | Modifica les dades a Wikidata |
|        | torrent de Bellveí                      | Calders Monistrol de Calders           | curs d'aigua | Desemboca: riu Calders Llarg: 2.6km                       | 41° 45′ 16″ N, 2° 00′ 09″ E / 41.754366°N,2.00253°E 41° 45′ 57″ N, 1° 58′ 48″ E / 41.765932°N,1.980079°E                    |           | Torrent de Bellveí                           | Modifica les dades a Wikidata |
|        | torrent de Caldat                       | Granera Monistrol de Calders           | curs d'aigua | Desemboca: riera de Sant Joan Llarg: 4km                  | 41° 44′ 05″ N, 2° 03′ 24″ E / 41.734589°N,2.056686°E 41° 45′ 12″ N, 2° 02′ 15″ E / 41.753281°N,2.037432°E                   |           | Torrent de Caldat                            | Modifica les dades a Wikidata |
|        | torrent de Colljovà                     | Monistrol de Calders                   | curs d'aigua | Desemboca: la Golarda Llarg: 3.7km                        | 41° 46′ 17″ N, 2° 03′ 06″ E / 41.771386°N,2.051671°E 41° 46′ 05″ N, 2° 01′ 04″ E / 41.768049°N,2.017907°E                   |           | Torrent de Colljovà                          | Modifica les dades a Wikidata |
|        | torrent de Mussarra                     | Monistrol de Calders                   | curs d'aigua | Desemboca: torrent de la Baga de la Corriola Llarg: 1.2km | 41° 44′ 49″ N, 1° 59′ 52″ E / 41.746935°N,1.997872°E 41° 45′ 17″ N, 1° 59′ 27″ E / 41.754603°N,1.990933°E                   |           | Torrent de Mussarra                          | Modifica les dades a Wikidata |
|        | torrent de Vilaterçana                  | Calders Monistrol de Calders           | curs d'aigua | Desemboca: la Golarda Llarg: 1.2km                        | 41° 47′ 31″ N, 2° 01′ 31″ E / 41.791973°N,2.025222°E 41° 46′ 19″ N, 2° 01′ 04″ E / 41.771973°N,2.017795°E                   |           | Torrent de Vilaterçana                       | Modifica les dades a Wikidata |
|        | torrent de l'Hort de l'Om               | Monistrol de Calders                   | curs d'aigua | Desemboca: torrent de l'Om Llarg: 1.37km                  | 41° 44′ 47″ N, 2° 01′ 47″ E / 41.74643°N,2.029769°E 41° 44′ 23″ N, 2° 01′ 08″ E / 41.739776°N,2.018818°E                    |           | Torrent de l'Hort de l'Om                    | Modifica les dades a Wikidata |
|        | torrent de l'Om                         | Monistrol de Calders Granera           | curs d'aigua | Desemboca: riera de Sant Joan Llarg: 5km                  | 41° 44′ 06″ N, 2° 02′ 02″ E / 41.734881°N,2.03387°E 41° 45′ 35″ N, 2° 00′ 46″ E / 41.759624°N,2.012839°E                    |           | Torrent de l'Om (Monistrol de Calders)       | Modifica les dades a Wikidata |
|        | torrent de la Baga Cerdana              | Monistrol de Calders                   | curs d'aigua | Desemboca: la Golarda Llarg: 5km                          | 41° 47′ 23″ N, 2° 02′ 16″ E / 41.7897°N,2.037761°E 41° 46′ 34″ N, 2° 01′ 40″ E / 41.776061°N,2.027647°E                     |           | Torrent de la Baga Cerdana                   | Modifica les dades a Wikidata |
|        | torrent de la Baga de l'Abellar         | Monistrol de Calders                   | curs d'aigua | Desemboca: torrent de l'Om Llarg: 1km                     | 41° 45′ 12″ N, 2° 00′ 20″ E / 41.753403°N,2.005688°E 41° 45′ 18″ N, 2° 00′ 40″ E / 41.754972°N,2.011107°E                   |           |                                              | Modifica les dades a Wikidata |
|        | torrent de la Baga de l'Om              | Monistrol de Calders                   | curs d'aigua | Desemboca: torrent de l'Om Llarg: 1.5km                   | 41° 44′ 50″ N, 2° 01′ 40″ E / 41.74733694444444°N,2.0279030555555555°E 41° 44′ 48″ N, 2° 00′ 58″ E / 41.746748°N,2.016122°E |           | Torrent de la Baga de l'Om                   | Modifica les dades a Wikidata |
|        | torrent de la Baga de la Corriola       | Monistrol de Calders                   | curs d'aigua | Desemboca: torrent de Bellveí Llarg: 1.5km                | 41° 45′ 32″ N, 1° 59′ 20″ E / 41.7589°N,1.98891°E                                                                           |           |                                              | Modifica les dades a Wikidata |
|        | torrent de la Baga del Coll de Portella | Monistrol de Calders                   | curs d'aigua | Desemboca: riera de Sant Joan Llarg: 0.5km                | 41° 45′ 27″ N, 2° 00′ 17″ E / 41.757565°N,2.004736°E 41° 45′ 43″ N, 2° 00′ 43″ E / 41.762055°N,2.012023°E                   |           | Torrent de la Baga del Coll de Portella      | Modifica les dades a Wikidata |
|        | torrent de la Cucalera                  | Monistrol de Calders                   | curs d'aigua | Desemboca: torrent de l'Om Llarg: 4km                     | 41° 43′ 45″ N, 2° 00′ 17″ E / 41.729293°N,2.004688°E 41° 44′ 57″ N, 2° 00′ 41″ E / 41.749072°N,2.011406°E                   |           | Torrent de la Cucalera                       | Modifica les dades a Wikidata |
|        | torrent de la Font dels Pets            | Monistrol de Calders Talamanca         | curs d'aigua | Desemboca: riera de Talamanca Llarg: 2km                  | 41° 44′ 27″ N, 1° 58′ 50″ E / 41.7407°N,1.98044°E                                                                           |           |                                              | Modifica les dades a Wikidata |
|        | torrent de la Fàbrega                   | Monistrol de Calders                   | curs d'aigua | Desemboca: torrent de Vall-llosera Llarg: 0.61km          | 41° 45′ 53″ N, 2° 02′ 29″ E / 41.764729°N,2.041493°E 41° 45′ 30″ N, 2° 02′ 17″ E / 41.758413°N,2.038098°E                   |           | Torrent de la Fàbrega (Monistrol de Calders) | Modifica les dades a Wikidata |
|        | torrent de les Fraus de l'Otzet         | Monistrol de Calders Granera           | curs d'aigua | Desemboca: torrent de l'Om Llarg: 3.7km                   | 41° 42′ 33″ N, 2° 01′ 25″ E / 41.709065°N,2.023646°E 41° 44′ 11″ N, 2° 01′ 14″ E / 41.736268°N,2.020666°E                   |           | Torrent de les Fraus de l'Otzet              | Modifica les dades a Wikidata |
|        | torrent del Coll de Portella            | Monistrol de Calders                   | curs d'aigua | Desemboca: torrent de la Baga de l'Abellar Llarg: 204m    | 41° 45′ 23″ N, 2° 00′ 26″ E / 41.75625°N,2.00734°E 41° 45′ 18″ N, 2° 00′ 32″ E / 41.754894°N,2.008865°E                     |           | Torrent del Coll de Portella                 | Modifica les dades a Wikidata |
|        | torrent del Sot de Pumanyà              | Monistrol de Calders                   | curs d'aigua | Desemboca: torrent de Colljovà Llarg: 1.3km               | 41° 46′ 07″ N, 2° 01′ 28″ E / 41.7687°N,2.02444°E                                                                           |           |                                              | Modifica les dades a Wikidata |

## edifici
| imatge | Nom                       | Ubicat a             | instància de | Detalls                                  | coordenades | Protecció                                  | Commons (més fotos)               | Dades a WD                    |
| ------ | ------------------------- | -------------------- | ------------ | ---------------------------------------- | --- | ------------------------------------------ | --------------------------------- | ----------------------------- |
|        | Barraca-bauma 1del Trull  | Monistrol de Calders | edifici      | Estil: arquitectura popular              | 41° 46′ 24″ N, 2° 01′ 11″ E / 41.77346°N,2.01984°E ca:a la zona del trull, a la part central de la carena que hi ha al nord-est. |                                            |                                   | Modifica les dades a Wikidata |
|        | Barraca-bauma 2 del Trull | Monistrol de Calders | edifici      | Estil: arquitectura popular              | 41° 46′ 24″ N, 2° 01′ 22″ E / 41.77327°N,2.02264°E ca:a la zona del Trull, a                                                     |                                            |                                   | Modifica les dades a Wikidata |
|        | Centre Parroquial         | Monistrol de Calders | edifici      | Estil: arquitectura popular 20th century | 41° 45′ 35″ N, 2° 00′ 49″ E / 41.75978°N,2.013672°E ca:Carrer de l'Església, 3                                                   | bé integrant del patrimoni cultural català |                                   | Modifica les dades a Wikidata |
|        | la Colònia                | Monistrol de Calders | edifici      | Estat: enderrocat o destruït             | 41° 46′ 32″ N, 2° 00′ 33″ E / 41.7755°N,2.00904°E 428 msnm                                                                       |                                            | La Colònia (Monistrol de Calders) | Modifica les dades a Wikidata |
|        | la Fassina del Solà       | Monistrol de Calders | edifici      |                                          | 41° 45′ 33″ N, 2° 00′ 53″ E / 41.75919722°N,2.01459167°E 455 msnm                                                                |                                            | La Fassina del Solà               | Modifica les dades a Wikidata |

## embassament
| imatge | Nom                         | Ubicat a             | instància de            | Detalls                                                | coordenades | Protecció | Commons (més fotos)         | Dades a WD                    |
| ------ | --------------------------- | -------------------- | ----------------------- | ------------------------------------------------------ | --- | --------- | --------------------------- | ----------------------------- |
|        | Resclosa de Pumanyà         | Monistrol de Calders | embassament             |                                                        | 41° 46′ 13″ N, 2° 01′ 46″ E / 41.770175°N,2.02931944°E torrent del Sot de Pumanyà 550 msnm                                                                                |           | Resclosa de Pumanyà         | Modifica les dades a Wikidata |
|        | Resclosa de Saladic         | Monistrol de Calders | embassament             | Llarg: 15m Alt: 2m Superfície: 0.855ha                 | 41° 45′ 33″ N, 2° 01′ 23″ E / 41.7592°N,2.02318°E 470 msnm |           | Resclosa de Saladic         | Modifica les dades a Wikidata |
|        | Resclosa de la Coma         | Monistrol de Calders | embassament             | Llarg: 30m Alt: 5m Superfície: 1.215ha                 | 41° 46′ 51″ N, 2° 01′ 28″ E / 41.7807°N,2.02434°E 450 msnm |           | Resclosa de la Coma         | Modifica les dades a Wikidata |
|        | Resclosa del Molí d'en Sala | Monistrol de Calders | embassament Ús: piscina | 18th century Llarg: 20m Alt: 2.5m Superfície: 1.2966ha | 41° 45′ 24″ N, 2° 01′ 54″ E / 41.7568°N,2.03163°E ca:a la llera del torrent de Sant Joan, uns 440 metres aigües amunt del Molí d'en Sala. 485.5 msnm                      |           | Resclosa del Molí d'en Sala | Modifica les dades a Wikidata |
|        | Resclosa del Pla de Cardona | Monistrol de Calders | embassament             | 20th century Llarg: 70m Alt: 3m Superfície: 4.881ha    | 41° 46′ 04″ N, 2° 01′ 03″ E / 41.76775639°N,2.01738861°E ca:a la llera de la riera de la Golarda, pocs metres aigües amunt del pont de la carretera de Sabadell. 450 msnm |           | Resclosa del Pla de Cardona | Modifica les dades a Wikidata |
|        | Resclosa dels Campassos     | Monistrol de Calders | embassament             | Llarg: 110m Alt: 5m Superfície: 2.3ha                  | 41° 46′ 12″ N, 2° 00′ 32″ E / 41.7701°N,2.00892°E 420 msnm |           | Resclosa dels Campassos     | Modifica les dades a Wikidata |

## església
| imatge | Nom                                        | Ubicat a             | instància de | Detalls                                                       | coordenades | Protecció                                  | Commons (més fotos)                        | Dades a WD                    |
| ------ | ------------------------------------------ | -------------------- | ------------ | ------------------------------------------------------------- | --- | ------------------------------------------ | ------------------------------------------ | ----------------------------- |
|        | Mare de Déu de Montserrat del Rossinyol    | Monistrol de Calders | església     | Estil: arquitectura barroca arquitectura popular 18th century | 41° 43′ 51″ N, 2° 00′ 54″ E / 41.7309°N,2.01506°E ca:Masia del Rossinyol 631.8 msnm                               |                                            | Mare de Déu de Montserrat del Rossinyol    | Modifica les dades a Wikidata |
|        | Mare de Déu del Consol de la Coma          | Monistrol de Calders | església     | Estil: arquitectura barroca arquitectura popular 18th century | 41° 46′ 51″ N, 2° 01′ 52″ E / 41.7807°N,2.03105°E ca:Masia de la Coma 519 msnm                                    |                                            | Mare de Déu del Consol de la Coma          | Modifica les dades a Wikidata |
|        | Mare de Déu del Roser del Bosc             | Monistrol de Calders | església     | Estil: Neoromànic 20th century                                | 41° 45′ 14″ N, 2° 00′ 05″ E / 41.7539°N,2.00129°E ca:Masia del Bosc de Mussarra 628.6 msnm                        |                                            | Mare de Déu del Roser del Bosc             | Modifica les dades a Wikidata |
|        | Sant Feliu de Monistrol de Calders         | Monistrol de Calders | església     | Estil: arquitectura barroca                                   | 41° 45′ 35″ N, 2° 00′ 51″ E / 41.7598°N,2.01407°E ca:Al centre del nucli urbà; Plaça de l'Església, s/n. 592 msnm | bé cultural d'interès local                | Sant Feliu de Monistrol de Calders         | Modifica les dades a Wikidata |
|        | Sant Joan Baptista de Monistrol de Calders | Monistrol de Calders | església     |                                                               | 41° 45′ 35″ N, 2° 00′ 51″ E / 41.7598°N,2.01407°E 592 msnm                                                        |                                            | Sant Joan Baptista de Monistrol de Calders | Modifica les dades a Wikidata |
|        | Sant Narcís de la Païssa                   | Monistrol de Calders | església     |                                                               | 41° 46′ 23″ N, 2° 00′ 56″ E / 41.773°N,2.01542°E ca:Masia de la Païssa 490.4 msnm                                 |                                            | Sant Narcís de la Païssa                   | Modifica les dades a Wikidata |
|        | Sant Pere Màrtir de Monistrol de Calders   | Monistrol de Calders | església     | Estil: arquitectura popular                                   | 41° 45′ 30″ N, 2° 00′ 12″ E / 41.7582°N,2.00323°E 592 msnm                                                        | bé integrant del patrimoni cultural català | Sant Pere Màrtir (Monistrol de Calders)    | Modifica les dades a Wikidata |
|        | Sant Pere de Mussarra                      | Monistrol de Calders | església     | Estil: arquitectura romànica 11st century                     | 41° 44′ 42″ N, 1° 59′ 55″ E / 41.74505278°N,1.99855556°E ca:Masia Mussarra 660.8 msnm                             |                                            | Sant Pere de Mussarra                      | Modifica les dades a Wikidata |

## font
| imatge | Nom                          | Ubicat a             | instància de | Detalls                     | coordenades | Protecció | Commons (més fotos)                        | Dades a WD                    |
| ------ | ---------------------------- | -------------------- | ------------ | --------------------------- | --- | --------- | ------------------------------------------ | ----------------------------- |
|        | Pous de la Coma              | Monistrol de Calders | font         |                             | 41° 46′ 29″ N, 2° 02′ 39″ E / 41.77486111°N,2.044175°E 501 msnm |           |                                            | Modifica les dades a Wikidata |
|        | font Fresca                  | Monistrol de Calders | font         |                             | 41° 46′ 42″ N, 2° 01′ 43″ E / 41.7782°N,2.02863°E 470 msnm |           |                                            | Modifica les dades a Wikidata |
|        | font de Ca l'Estiraguers     | Monistrol de Calders | font         | 20th century                | 41° 45′ 32″ N, 2° 00′ 35″ E / 41.7588°N,2.00959°E ca:a la ribera esquerra de la riera de Sant Joan, a pocs metres davant la casa de Ca l'Estiragués. 433 msnm      |           | Font de Ca l'Estiraguers                   | Modifica les dades a Wikidata |
|        | font de Mussarra             | Monistrol de Calders | font         |                             | 41° 44′ 46″ N, 1° 59′ 57″ E / 41.7462°N,1.99926°E 647 msnm |           | Font de Mussarra                           | Modifica les dades a Wikidata |
|        | font de l'Abellar            | Monistrol de Calders | font         |                             | 41° 45′ 01″ N, 2° 00′ 19″ E / 41.750388°N,2.005285°E 630 msnm |           | Font de l'Abellar                          | Modifica les dades a Wikidata |
|        | font de l'Església           | Monistrol de Calders | font         |                             | 41° 45′ 36″ N, 2° 00′ 35″ E / 41.76°N,2.00959°E 431 msnm |           | Font de l'Església (Monistrol de Calders)  | Modifica les dades a Wikidata |
|        | font de l'Esquirol           | Monistrol de Calders | font         |                             | 41° 45′ 12″ N, 2° 00′ 20″ E / 41.7534°N,2.0056°E 550 msnm |           | Font de l'Esquirol                         | Modifica les dades a Wikidata |
|        | font de l'Hort de l'Om       | Monistrol de Calders | font         | Estil: arquitectura popular | 41° 44′ 45″ N, 2° 01′ 45″ E / 41.74592222°N,2.02929722°E ca:a la zona sud-est del terme municipal, la part de llevant del Collet de la Baga de l'Om. 604 msnm      |           | Font de l'Hort de l'Om                     | Modifica les dades a Wikidata |
|        | font de l'Hort del Bosc      | Monistrol de Calders | font         |                             | 41° 45′ 08″ N, 2° 00′ 01″ E / 41.7523°N,2.00028°E ca:al sud, sud-oest de la masia el Bosc, a l'extrem sud-oest de la Quintana de la Font. 596 msnm                 |           | Font de l'Hort del Bosc                    | Modifica les dades a Wikidata |
|        | font de l'Hort del Coll      | Monistrol de Calders | font         |                             | 41° 45′ 04″ N, 2° 02′ 02″ E / 41.75123778°N,2.03388111°E 550 msnm                                                                                                  |           | Font de l'Hort del Coll                    | Modifica les dades a Wikidata |
|        | font de la Baga del Coll     | Monistrol de Calders | font         |                             | 41° 46′ 29″ N, 2° 02′ 21″ E / 41.7747°N,2.03908°E 475 msnm |           | Font de la Baga del Coll                   | Modifica les dades a Wikidata |
|        | font de la Balma de la Coma  | Monistrol de Calders | font         |                             | 41° 46′ 29″ N, 2° 02′ 21″ E / 41.7747°N,2.03908°E 475 msnm |           | Font de la Balma de la Coma                | Modifica les dades a Wikidata |
|        | font de la Casanova          | Monistrol de Calders | font         |                             | 41° 44′ 56″ N, 2° 01′ 08″ E / 41.748825°N,2.01899722°E 509 msnm |           | Font de la Casanova                        | Modifica les dades a Wikidata |
|        | font de la Fàbrega           | Monistrol de Calders | font         |                             | 41° 45′ 47″ N, 2° 02′ 27″ E / 41.763028°N,2.040847°E ca:a la zona central de llevant del terme municipal. Prop del camí que porta a Codro Bressol. 570 msnm        |           | Font de la Fàbrega (Monistrol de Calders)  | Modifica les dades a Wikidata |
|        | font de la Païssa            | Monistrol de Calders | font         |                             | 41° 46′ 24″ N, 2° 00′ 48″ E / 41.7733°N,2.01323°E 480 msnm |           | Font de la Païssa                          | Modifica les dades a Wikidata |
|        | font de la Perdiu            | Monistrol de Calders | font         |                             | 41° 46′ 01″ N, 2° 01′ 32″ E / 41.767°N,2.02549°E 479 msnm |           |                                            | Modifica les dades a Wikidata |
|        | font de les Tres Pinasses    | Monistrol de Calders | font         |                             | 41° 44′ 03″ N, 2° 00′ 59″ E / 41.73411694°N,2.01625278°E 601 msnm                                                                                                  |           | Font de les Tres Pinasses                  | Modifica les dades a Wikidata |
|        | font del Campaner            | Monistrol de Calders | font         |                             | 41° 46′ 31″ N, 2° 01′ 51″ E / 41.77530556°N,2.030725°E 475 msnm |           | Font del Campaner                          | Modifica les dades a Wikidata |
|        | font del Cisco               | Monistrol de Calders | font         |                             | 41° 45′ 24″ N, 2° 01′ 32″ E / 41.7568°N,2.02549°E 474 msnm |           | Font del Cisco (Monistrol de Calders)      | Modifica les dades a Wikidata |
|        | font del Collet              | Monistrol de Calders | font         |                             | 41° 45′ 43″ N, 2° 00′ 51″ E / 41.76189167°N,2.01410278°E ca:al nord del nucli urbà, a la ribera esquerra de la riera de la Golarda. 433 msnm                       |           | Font del Collet                            | Modifica les dades a Wikidata |
|        | font del Molí d'en Sala      | Monistrol de Calders | font         |                             | 41° 45′ 24″ N, 2° 01′ 33″ E / 41.7568°N,2.02597°E 474 msnm |           | Font del Molí d'en Sala                    | Modifica les dades a Wikidata |
|        | font del Pere Negre          | Monistrol de Calders | font         | Estil: arquitectura popular | 41° 45′ 20″ N, 2° 01′ 11″ E / 41.7556°N,2.01981°E ca:al sud-est del nucli urbà, en els horts del peu de la riera de Sant Joan, sota la masia Saladich. 463 msnm    |           | Font del Pere Negre                        | Modifica les dades a Wikidata |
|        | font del Poble               | Monistrol de Calders | font         |                             | 41° 45′ 36″ N, 2° 00′ 37″ E / 41.75988889°N,2.010175°E ca:a la riera de Sant Joan, a Poble Avall, pocs metres aigües avall de la Font de Ca l'Estiragués. 434 msnm |           | Font del Poble (Monistrol de Calders)      | Modifica les dades a Wikidata |
|        | font del Reig                | Monistrol de Calders | font         |                             | 41° 45′ 20″ N, 2° 01′ 13″ E / 41.7556°N,2.02037°E ca:al sud-est del nucli urbà, en els horts del peu de la riera de Sant Joan, sota la masia Saladich. 464 msnm    |           | Font del Reig                              | Modifica les dades a Wikidata |
|        | font del Rossinyol           | Monistrol de Calders | font         |                             | 41° 43′ 54″ N, 2° 00′ 49″ E / 41.7316°N,2.01348°E ca:Situada a uns 140 metres al nord-est de la masia el Rossinyol. 607 msnm                                       |           | Font del Rossinyol (Monistrol de Calders)  | Modifica les dades a Wikidata |
|        | font del Torrent de Colljovà | Monistrol de Calders | font         |                             | 41° 46′ 05″ N, 2° 02′ 24″ E / 41.76805472°N,2.04005833°E 584 msnm                                                                                                  |           |                                            | Modifica les dades a Wikidata |
|        | font dels Enamorats          | Monistrol de Calders | font         | 20th century                | 41° 45′ 31″ N, 2° 00′ 56″ E / 41.758636°N,2.015446°E ca:al pocs metres a l'est de la Fàbrica nova, a peu del camí que puja al Pedró petit. 465 msnm                |           | Font dels Enamorats (Monistrol de Calders) | Modifica les dades a Wikidata |
|        | font dels Pets               | Monistrol de Calders | font         |                             | 41° 44′ 41″ N, 1° 59′ 55″ E / 41.7447°N,1.99849444°E 464 msnm |           |                                            | Modifica les dades a Wikidata |
|        | font dels Planters           | Monistrol de Calders | font         |                             | 41° 45′ 31″ N, 2° 00′ 13″ E / 41.758628°N,2.003604°E 492 msnm |           | Font dels Planters                         | Modifica les dades a Wikidata |
|        | fonts de Rubió               | Monistrol de Calders | font         |                             | 41° 45′ 21″ N, 2° 02′ 04″ E / 41.75572222°N,2.0343175°E ca:a la riera de Sant Joan, entre el Molí d'en Sala i la masia de Rubió. 490 msnm                          |           |                                            | Modifica les dades a Wikidata |

## gorg
| imatge | Nom             | Ubicat a             | instància de | Detalls | coordenades | Protecció | Commons (més fotos)               | Dades a WD                    |
| ------ | --------------- | -------------------- | ------------ | ------- | --- | --------- | --------------------------------- | ----------------------------- |
|        | Els Gorgs Blaus | Monistrol de Calders | gorg         |         | 41° 46′ 23″ N, 2° 01′ 34″ E / 41.77298889°N,2.02599167°E ca:a la riera Golarda, prop del camí que porta a la masia la Coma. 446 msnm                           |           | Els Gorgs Blaus                   | Modifica les dades a Wikidata |
|        | Gorg Negre      | Monistrol de Calders | gorg         |         | 41° 44′ 48″ N, 2° 00′ 58″ E / 41.74672778°N,2.01613333°E 470 msnm                                                                                              |           | Gorg Negre (Monistrol de Calders) | Modifica les dades a Wikidata |
|        | Gorg de Saladic | Monistrol de Calders | gorg         |         | 41° 45′ 20″ N, 2° 01′ 21″ E / 41.7555°N,2.022425°E ca:A la riera de Sant Joan, aigües amunt del Molí d'en Saladic, just per sota de la Masia Saladic. 467 msnm |           | Gorg de Saladic                   | Modifica les dades a Wikidata |

## indret
| imatge | Nom                                 | Ubicat a                                      | instància de                     | Detalls      | coordenades | Protecció | Commons (més fotos)                  | Dades a WD                    |
| ------ | ----------------------------------- | --------------------------------------------- | -------------------------------- | ------------ | --- | --------- | ------------------------------------ | ----------------------------- |
|        | Bac del Coix                        | Monistrol de Calders                          | indret                           |              | 41° 45′ 37″ N, 2° 01′ 50″ E / 41.760375°N,2.03046944°E 550 msnm                                                                                   |           | Bac del Coix                         | Modifica les dades a Wikidata |
|        | Baga Cerdana                        | Monistrol de Calders                          | indret                           |              | 41° 47′ 09″ N, 2° 02′ 13″ E / 41.7858°N,2.03685°E                                                                                                 |           |                                      | Modifica les dades a Wikidata |
|        | Baga de Saladic                     | Monistrol de Calders                          | indret                           |              | 41° 45′ 10″ N, 2° 01′ 22″ E / 41.75288°N,2.022691°E 550 msnm                                                                                      |           | Baga de Saladic                      | Modifica les dades a Wikidata |
|        | Baga de Vall-llosera                | Monistrol de Calders                          | indret                           |              | 41° 45′ 27″ N, 2° 02′ 23″ E / 41.7574°N,2.0397°E                                                                                                  |           |                                      | Modifica les dades a Wikidata |
|        | Baga de l'Om                        | Monistrol de Calders                          | indret                           |              | 41° 44′ 47″ N, 2° 01′ 25″ E / 41.7463°N,2.02352°E 575 msnm                                                                                        |           | Baga de l'Om                         | Modifica les dades a Wikidata |
|        | Baga de la Coma                     | Monistrol de Calders                          | indret                           |              | 41° 46′ 29″ N, 2° 01′ 53″ E / 41.77471389°N,2.03125°E                                                                                             |           |                                      | Modifica les dades a Wikidata |
|        | Baga de la Corriola                 | Monistrol de Calders                          | indret                           |              | 41° 45′ 11″ N, 1° 59′ 38″ E / 41.753°N,1.99376°E 525 msnm                                                                                         |           | Baga de la Corriola                  | Modifica les dades a Wikidata |
|        | Baga de la Païssa                   | Monistrol de Calders                          | indret                           |              | 41° 45′ 54″ N, 2° 01′ 45″ E / 41.765°N,2.02917°E                                                                                                  |           |                                      | Modifica les dades a Wikidata |
|        | Baga del Bosc                       | Monistrol de Calders                          | indret                           |              | 41° 45′ 23″ N, 1° 59′ 51″ E / 41.75638889°N,1.9975°E                                                                                              |           |                                      | Modifica les dades a Wikidata |
|        | Baga del Coll                       | Monistrol de Calders                          | indret                           |              | 41° 45′ 16″ N, 2° 01′ 51″ E / 41.754347°N,2.030854°E 550 msnm                                                                                     |           | Baga del Coll                        | Modifica les dades a Wikidata |
|        | Baga del Coll de Portella           | Monistrol de Calders                          | indret                           |              | 41° 45′ 22″ N, 2° 00′ 25″ E / 41.7561°N,2.00708°E 525 msnm                                                                                        |           | Baga del Coll de Portella            | Modifica les dades a Wikidata |
|        | Baga del Molí d'en Sala             | Monistrol de Calders                          | indret                           |              | 41° 45′ 21″ N, 2° 01′ 38″ E / 41.7559°N,2.02711°E 500 msnm                                                                                        |           |                                      | Modifica les dades a Wikidata |
|        | Baga del Solà                       | Monistrol de Calders                          | indret                           |              | 41° 45′ 13″ N, 2° 01′ 11″ E / 41.75354167°N,2.01968333°E 500 msnm                                                                                 |           | Baga del Solà                        | Modifica les dades a Wikidata |
|        | Baguet de Rubió                     | Monistrol de Calders                          | indret                           |              | 41° 45′ 27″ N, 2° 02′ 23″ E / 41.7574°N,2.0397°E                                                                                                  |           |                                      | Modifica les dades a Wikidata |
|        | Boïga d'en Pere                     | Monistrol de Calders                          | indret                           |              | 645 msnm |           | Boïga d'en Pere                      | Modifica les dades a Wikidata |
|        | Camp Rodó                           | Monistrol de Calders                          | indret                           |              | 41° 44′ 42″ N, 2° 00′ 02″ E / 41.7449°N,2.00043°E 655 msnm                                                                                        |           | Camp Rodó de Mussarra                | Modifica les dades a Wikidata |
|        | Camp de l'Estoviada                 | Monistrol de Calders                          | indret                           |              | 41° 44′ 45″ N, 1° 59′ 47″ E / 41.74594444°N,1.99650556°E 635 msnm                                                                                 |           | Camp de l'Estoviada                  | Modifica les dades a Wikidata |
|        | Camp de l'Illa                      | Monistrol de Calders                          | indret                           |              | 41° 45′ 25″ N, 2° 01′ 19″ E / 41.7569°N,2.02195°E 465 msnm                                                                                        |           | Camp de l'Illa                       | Modifica les dades a Wikidata |
|        | Camp de les Garses                  | Monistrol de Calders                          | indret                           |              | 41° 45′ 44″ N, 2° 00′ 48″ E / 41.762225°N,2.01331944°E                                                                                            |           |                                      | Modifica les dades a Wikidata |
|        | Camp del Collet                     | Monistrol de Calders                          | indret                           |              | 41° 45′ 51″ N, 2° 00′ 54″ E / 41.7642°N,2.01495°E 438 msnm                                                                                        |           | Camp del Collet                      | Modifica les dades a Wikidata |
|        | Camp del Mestre Plans               | Monistrol de Calders                          | indret                           |              | 41° 45′ 17″ N, 2° 00′ 44″ E / 41.75478333°N,2.01229167°E 451 msnm                                                                                 |           | Camp del Mestre Plans                | Modifica les dades a Wikidata |
|        | Camp del Serni                      | Monistrol de Calders                          | indret                           |              | 41° 46′ 02″ N, 2° 00′ 41″ E / 41.76736028°N,2.01135°E 432 msnm                                                                                    |           | Camp del Serni                       | Modifica les dades a Wikidata |
|        | Camp del Xei                        | Monistrol de Calders                          | indret                           |              | 41° 45′ 23″ N, 2° 01′ 08″ E / 41.7565°N,2.01889°E 455 msnm                                                                                        |           |                                      | Modifica les dades a Wikidata |
|        | Camps del Casalot                   | Monistrol de Calders                          | indret                           |              | 41° 44′ 45″ N, 2° 00′ 12″ E / 41.7457°N,2.00327°E 665 msnm                                                                                        |           | Camps del Casalot                    | Modifica les dades a Wikidata |
|        | Camps del Francesc                  | Monistrol de Calders                          | indret                           |              | 41° 45′ 01″ N, 2° 00′ 00″ E / 41.75027139°N,1.99987222°E 625 msnm                                                                                 |           | Camps del Francesc                   | Modifica les dades a Wikidata |
|        | Cap del Sot                         | Monistrol de Calders                          | indret                           |              | 41° 45′ 05″ N, 2° 00′ 11″ E / 41.7514°N,2.003°E 629 msnm                                                                                          |           | Cap del Sot                          | Modifica les dades a Wikidata |
|        | Cinglera de la Rovira de Sant Amanç | Monistrol de Calders                          | indret                           | Llarg: 0.5km | 41° 46′ 48″ N, 2° 00′ 46″ E / 41.7801°N,2.01288°E 550 615 msnm                                                                                    |           | Cinglera de la Rovira de Sant Amanç  | Modifica les dades a Wikidata |
|        | Cingles de Mussarra                 | Monistrol de Calders                          | indret                           | Llarg: 350km | 41° 44′ 36″ N, 1° 59′ 42″ E / 41.7434°N,1.99499°E                                                                                                 |           |                                      | Modifica les dades a Wikidata |
|        | Cingles de la Lleixa                | Monistrol de Calders                          | indret                           | Llarg: 0.7km | 41° 44′ 38″ N, 1° 59′ 09″ E / 41.7439°N,1.98583°E                                                                                                 |           |                                      | Modifica les dades a Wikidata |
|        | Cingles del Vilar                   | Monistrol de Calders                          | indret                           | Llarg: 0.5km | 41° 46′ 45″ N, 2° 00′ 26″ E / 41.7791°N,2.00711°E 425 562 msnm                                                                                    |           | Cingles del Vilar                    | Modifica les dades a Wikidata |
|        | Clot de la Casanova                 | Monistrol de Calders                          | indret                           |              | 41° 44′ 59″ N, 2° 00′ 58″ E / 41.7497°N,2.016°E 500 msnm                                                                                          |           | Clot de la Casanova                  | Modifica les dades a Wikidata |
|        | Costa del Senyor                    | Monistrol de Calders                          | indret                           |              | 41° 45′ 43″ N, 2° 01′ 08″ E / 41.76184722°N,2.01887111°E                                                                                          |           |                                      | Modifica les dades a Wikidata |
|        | El Carnerol                         | Monistrol de Calders                          | indret                           |              | 41° 44′ 07″ N, 2° 01′ 38″ E / 41.7353°N,2.02724°E                                                                                                 |           |                                      | Modifica les dades a Wikidata |
|        | El Cau de la Guilla                 | Monistrol de Calders                          | indret                           |              | 41° 44′ 34″ N, 2° 00′ 05″ E / 41.7429°N,2.00135°E                                                                                                 |           |                                      | Modifica les dades a Wikidata |
|        | El Codro Barret                     | Monistrol de Calders                          | indret                           |              | 41° 45′ 04″ N, 2° 01′ 26″ E / 41.75105694°N,2.02393056°E 610 msnm                                                                                 |           | El Codro Barret                      | Modifica les dades a Wikidata |
|        | El Codro Bolet                      | Monistrol de Calders                          | indret                           |              | 41° 46′ 11″ N, 2° 02′ 25″ E / 41.76966667°N,2.04021667°E 617 msnm                                                                                 |           | El Codro Bolet                       | Modifica les dades a Wikidata |
|        | El Codro Bressol                    | Monistrol de Calders                          | indret                           |              | 41° 45′ 45″ N, 2° 02′ 38″ E / 41.762543°N,2.043788°E 578 msnm                                                                                     |           | El Codro Bressol                     | Modifica les dades a Wikidata |
|        | El Codro Gros                       | Monistrol de Calders                          | indret                           |              | 41° 45′ 16″ N, 2° 01′ 00″ E / 41.754572°N,2.016669°E 541 msnm                                                                                     |           | El Codro Gros                        | Modifica les dades a Wikidata |
|        | El Codro Llampat                    | Monistrol de Calders                          | indret                           |              | 41° 45′ 40″ N, 2° 01′ 33″ E / 41.761092°N,2.025726°E 507 msnm                                                                                     |           | El Codro Llampat                     | Modifica les dades a Wikidata |
|        | El Codro del Serrat del Trompa      | Monistrol de Calders                          | indret                           |              | 41° 44′ 30″ N, 2° 01′ 46″ E / 41.741544°N,2.029563°E 663 msnm                                                                                     |           | El Codro del Serrat del Trompa       | Modifica les dades a Wikidata |
|        | El Llosar                           | Monistrol de Calders                          | indret                           |              | 41° 47′ 17″ N, 2° 02′ 01″ E / 41.78809444°N,2.03357944°E 575 msnm                                                                                 |           | El Llosar (Monistrol de Calders)     | Modifica les dades a Wikidata |
|        | El Pedregar                         | Monistrol de Calders                          | indret                           |              | 41° 46′ 42″ N, 2° 01′ 21″ E / 41.77824722°N,2.02247222°E 506 msnm                                                                                 |           | El Pedregar                          | Modifica les dades a Wikidata |
|        | El Trull                            | Monistrol de Calders                          | indret                           |              | 41° 46′ 19″ N, 2° 01′ 04″ E / 41.77196111°N,2.01781472°E 439 msnm                                                                                 |           | El Trull (Monistrol de Calders)      | Modifica les dades a Wikidata |
|        | El Vilar                            | Monistrol de Calders Calders                  | indret                           |              | 41° 46′ 42″ N, 2° 00′ 08″ E / 41.778413°N,2.002285°E 525 msnm                                                                                     |           | El Vilar (Calders)                   | Modifica les dades a Wikidata |
|        | Els Campassos                       | Monistrol de Calders                          | indret                           |              | 41° 46′ 03″ N, 2° 00′ 26″ E / 41.7675°N,2.00734°E 450 msnm                                                                                        |           | Els Campassos (Monistrol de Calders) | Modifica les dades a Wikidata |
|        | Els Casalons                        | Monistrol de Calders                          | indret                           |              | 41° 44′ 07″ N, 2° 01′ 38″ E / 41.7353°N,2.02724°E                                                                                                 |           |                                      | Modifica les dades a Wikidata |
|        | Els Salarots                        | Monistrol de Calders                          | indret                           |              | 41° 45′ 48″ N, 2° 01′ 51″ E / 41.763317°N,2.030831°E 600 msnm                                                                                     |           | Els Salarots                         | Modifica les dades a Wikidata |
|        | Gravera del Tasar                   | Monistrol de Calders                          | indret                           |              | 41° 45′ 46″ N, 2° 00′ 26″ E / 41.7628°N,2.00736°E 482 msnm                                                                                        |           | Gravera del Tasar                    | Modifica les dades a Wikidata |
|        | Hort de l'Om                        | Monistrol de Calders                          | indret                           |              | 41° 44′ 44″ N, 2° 01′ 44″ E / 41.745634°N,2.028953°E 595 msnm                                                                                     |           | Hort de l'Om                         | Modifica les dades a Wikidata |
|        | Hort del Coll                       | Monistrol de Calders                          | indret                           |              | 41° 45′ 04″ N, 2° 02′ 02″ E / 41.75124°N,2.03388°E 625 msnm                                                                                       |           | Hort del Coll                        | Modifica les dades a Wikidata |
|        | Horta de Rubió                      | Monistrol de Calders                          | indret                           |              | 41° 45′ 23″ N, 2° 01′ 46″ E / 41.75635556°N,2.02953611°E 486.6 msnm                                                                               |           |                                      | Modifica les dades a Wikidata |
|        | Horta de la Coma                    | Monistrol de Calders                          | indret                           |              | 41° 46′ 34″ N, 2° 02′ 12″ E / 41.77614167°N,2.03673333°E 470 msnm                                                                                 |           | Horta de la Coma                     | Modifica les dades a Wikidata |
|        | Horts de la Baga del Solà           | Monistrol de Calders                          | indret                           |              | 41° 45′ 19″ N, 2° 01′ 11″ E / 41.7554°N,2.01976°E 459 msnm                                                                                        |           | Horts de la Baga del Solà            | Modifica les dades a Wikidata |
|        | Horts del Molí de Saladic           | Monistrol de Calders                          | indret                           |              | 41° 45′ 19″ N, 2° 01′ 19″ E / 41.7552°N,2.02197°E 460 msnm                                                                                        |           | Horts del Molí de Saladic            | Modifica les dades a Wikidata |
|        | Horts del Rial de la Païssa         | Monistrol de Calders                          | indret                           |              | 41° 46′ 13″ N, 2° 00′ 25″ E / 41.7704°N,2.00708°E 420 msnm                                                                                        |           | Horts del Rial de la Païssa          | Modifica les dades a Wikidata |
|        | Horts del Solà                      | Monistrol de Calders                          | indret                           |              | 41° 45′ 27″ N, 2° 00′ 49″ E / 41.7575°N,2.01356°E 450 msnm                                                                                        |           |                                      | Modifica les dades a Wikidata |
|        | Horts dels Pins                     | Monistrol de Calders                          | indret                           |              | 41° 45′ 47″ N, 2° 00′ 49″ E / 41.763°N,2.01369°E 430 msnm                                                                                         |           | Horts dels Pins                      | Modifica les dades a Wikidata |
|        | L'Estoviada de Mussarra             | Monistrol de Calders Talamanca                | indret                           |              | 41° 44′ 50″ N, 1° 59′ 30″ E / 41.7471°N,1.99172°E 575 msnm                                                                                        |           | L'Estoviada de Mussarra              | Modifica les dades a Wikidata |
|        | L'Estoviada de la Païssa            | Monistrol de Calders                          | indret                           |              | 41° 46′ 02″ N, 2° 00′ 53″ E / 41.767206°N,2.01463°E 440 msnm                                                                                      |           | L'Estoviada de la Païssa             | Modifica les dades a Wikidata |
|        | La Beresma                          | Monistrol de Calders                          | indret                           |              | 41° 45′ 42″ N, 2° 02′ 00″ E / 41.76157778°N,2.03335444°E 600 msnm                                                                                 |           | La Beresma                           | Modifica les dades a Wikidata |
|        | La Daina                            | Monistrol de Calders                          | indret                           |              | 41° 45′ 32″ N, 2° 01′ 40″ E / 41.75883056°N,2.02774722°E 520 msnm                                                                                 |           | La Daina                             | Modifica les dades a Wikidata |
|        | La Feixa Llarga                     | Monistrol de Calders                          | indret                           |              | 41° 45′ 30″ N, 2° 01′ 02″ E / 41.7582°N,2.01728°E 450 msnm                                                                                        |           | La Feixa Llarga                      | Modifica les dades a Wikidata |
|        | La Llandriga                        | Monistrol de Calders                          | indret                           |              | 41° 45′ 50″ N, 2° 00′ 23″ E / 41.763991°N,2.006475°E 450 msnm                                                                                     |           | Llandriga                            | Modifica les dades a Wikidata |
|        | Les Cabres Encantades               | Monistrol de Calders                          | indret                           |              | 41° 44′ 57″ N, 2° 00′ 40″ E / 41.7492°N,2.01111111°E ca:a la riera de l'Om, a la zona on el camí que porta a l'Om creua el curs fluvial. 458 msnm |           | Les Cabres Encantades                | Modifica les dades a Wikidata |
|        | Les Costes de Mussarra              | Monistrol de Calders                          | indret                           |              | 41° 44′ 10″ N, 2° 00′ 14″ E / 41.736205°N,2.00398°E 615 msnm                                                                                      |           | Les Costes de Mussarra               | Modifica les dades a Wikidata |
|        | Les Esqueroses                      | Monistrol de Calders                          | indret                           |              | 41° 45′ 54″ N, 2° 02′ 18″ E / 41.76504444°N,2.03836389°E 575 msnm                                                                                 |           | Les Esqueroses                       | Modifica les dades a Wikidata |
|        | Les Tres Alzines                    | Monistrol de Calders                          | indret                           |              | 41° 45′ 40″ N, 2° 01′ 13″ E / 41.76100278°N,2.02020278°E                                                                                          |           |                                      | Modifica les dades a Wikidata |
|        | Mesclants                           | Monistrol de Calders                          | indret                           |              | 41° 45′ 46″ N, 2° 00′ 44″ E / 41.762651°N,2.012299°E 428 msnm                                                                                     |           | Mesclants (Monistrol de Calders)     | Modifica les dades a Wikidata |
|        | Pla de Cardona                      | Monistrol de Calders                          | indret                           |              | 41° 46′ 03″ N, 2° 00′ 55″ E / 41.7674°N,2.01539°E 440 msnm                                                                                        |           |                                      | Modifica les dades a Wikidata |
|        | Pla de Mussarra                     | Monistrol de Calders                          | indret                           |              | 41° 44′ 41″ N, 1° 59′ 55″ E / 41.7447°N,1.99849°E 470 msnm                                                                                        |           |                                      | Modifica les dades a Wikidata |
|        | Pla de Trullars                     | Monistrol de Calders                          | indret                           |              | 41° 44′ 49″ N, 2° 01′ 53″ E / 41.747°N,2.03126°E 650 msnm                                                                                         |           | Pla de Trullars                      | Modifica les dades a Wikidata |
|        | Pla de la Bena                      | Monistrol de Calders                          | indret                           |              | 41° 44′ 49″ N, 2° 00′ 41″ E / 41.74690278°N,2.01134444°E 470 msnm                                                                                 |           | Pla de la Bena                       | Modifica les dades a Wikidata |
|        | Pla del Sant                        | Monistrol de Calders                          | indret                           |              | 41° 45′ 47″ N, 2° 02′ 14″ E / 41.7631°N,2.03736°E 630 msnm                                                                                        |           |                                      | Modifica les dades a Wikidata |
|        | Plans de Rubió                      | Monistrol de Calders                          | indret                           |              | 41° 45′ 18″ N, 2° 02′ 19″ E / 41.75498611°N,2.03860278°E 650 msnm                                                                                 |           | Plans de Rubió                       | Modifica les dades a Wikidata |
|        | Quintana de Mussarra                | Monistrol de Calders                          | indret                           |              | 41° 44′ 45″ N, 1° 59′ 56″ E / 41.74570833°N,1.99895278°E 650 msnm                                                                                 |           |                                      | Modifica les dades a Wikidata |
|        | Quintana de l'Otzetó                | Monistrol de Calders                          | indret                           |              | 41° 43′ 57″ N, 2° 01′ 29″ E / 41.73255833°N,2.02474444°E 575 msnm                                                                                 |           | Quintana de l'Otzetó                 | Modifica les dades a Wikidata |
|        | Quintana de la Font                 | Monistrol de Calders                          | indret                           |              | 41° 45′ 08″ N, 2° 00′ 04″ E / 41.7523°N,2.00103°E 600 msnm                                                                                        |           | Quintana de la Font                  | Modifica les dades a Wikidata |
|        | Quintana de les Oliveres            | Monistrol de Calders                          | indret                           |              | 41° 45′ 14″ N, 1° 59′ 56″ E / 41.75400278°N,1.99890833°E 580 msnm                                                                                 |           | Quintana de les Oliveres             | Modifica les dades a Wikidata |
|        | Quintana del Rossinyol              | Monistrol de Calders                          | indret                           |              | 41° 43′ 48″ N, 2° 00′ 58″ E / 41.7299°N,2.0162°E 600 msnm                                                                                         |           | Quintana del Rossinyol               | Modifica les dades a Wikidata |
|        | Racó del Forn                       | Monistrol de Calders                          | indret                           |              | 41° 46′ 35″ N, 2° 00′ 53″ E / 41.77630556°N,2.01458611°E                                                                                          |           |                                      | Modifica les dades a Wikidata |
|        | Racó del Rovell                     | Monistrol de Calders                          | indret                           |              | 41° 45′ 40″ N, 2° 01′ 22″ E / 41.761°N,2.02286°E 490 msnm                                                                                         |           | Racó del Rovell                      | Modifica les dades a Wikidata |
|        | Racó del Trull                      | Monistrol de Calders                          | indret                           |              | 41° 46′ 28″ N, 2° 01′ 08″ E / 41.77448333°N,2.01897667°E                                                                                          |           |                                      | Modifica les dades a Wikidata |
|        | Recta de la Casella                 | Monistrol de Calders                          | indret                           |              | 41° 45′ 25″ N, 2° 00′ 46″ E / 41.75703056°N,2.01286667°E                                                                                          |           |                                      | Modifica les dades a Wikidata |
|        | Roc del Paraigua                    | Castellcir Monistrol de Calders               | indret                           |              | 41° 46′ 40″ N, 2° 02′ 42″ E / 41.777847°N,2.044936°E 527 msnm                                                                                     |           | Roc del Paraigua                     | Modifica les dades a Wikidata |
|        | Roca Raor                           | Monistrol de Calders                          | indret                           |              | 41° 44′ 51″ N, 2° 01′ 37″ E / 41.747539°N,2.026837°E 625 msnm                                                                                     |           | Roca Raor                            | Modifica les dades a Wikidata |
|        | Roques de Sant Llogari              | Castellcir Monistrol de Calders Castellterçol | indret                           |              | 41° 45′ 40″ N, 2° 03′ 14″ E / 41.761222°N,2.0538°E                                                                                                |           |                                      | Modifica les dades a Wikidata |
|        | Roques de l'Oan                     | Monistrol de Calders                          | indret                           |              | 41° 45′ 28″ N, 2° 00′ 30″ E / 41.757689°N,2.008233°E                                                                                              |           |                                      | Modifica les dades a Wikidata |
|        | Roques del Gavatx                   | Monistrol de Calders                          | indret                           |              | 41° 45′ 20″ N, 2° 01′ 22″ E / 41.75543333°N,2.022775°E 465 msnm                                                                                   |           | Roques del Gavatx                    | Modifica les dades a Wikidata |
|        | Soleia de Mas Pujol                 | Monistrol de Calders                          | indret                           |              | 41° 45′ 33″ N, 1° 59′ 50″ E / 41.7591°N,1.99711°E 550 msnm                                                                                        |           | Soleia de Mas Pujol                  | Modifica les dades a Wikidata |
|        | Solell del Codro Llampat            | Monistrol de Calders                          | indret                           |              | 41° 45′ 37″ N, 2° 01′ 33″ E / 41.76027222°N,2.02575833°E 510 msnm                                                                                 |           | Solell del Codro Llampat             | Modifica les dades a Wikidata |
|        | Solella del Coll                    | Monistrol de Calders                          | indret                           |              | 41° 44′ 22″ N, 2° 02′ 03″ E / 41.7395°N,2.03416389°E 600 msnm                                                                                     |           |                                      | Modifica les dades a Wikidata |
|        | Solells de la Casanova              | Monistrol de Calders                          | indret                           |              | 41° 44′ 55″ N, 2° 01′ 29″ E / 41.7486°N,2.02471°E 575 msnm                                                                                        |           | Solells de la Casanova               | Modifica les dades a Wikidata |
|        | Solells de la Coma                  | Monistrol de Calders                          | indret                           |              | 41° 46′ 39″ N, 2° 02′ 19″ E / 41.7776°N,2.03862°E 550 msnm                                                                                        |           |                                      | Modifica les dades a Wikidata |
|        | Sot de Pumanyà                      | Monistrol de Calders                          | indret                           |              | 41° 46′ 15″ N, 2° 02′ 14″ E / 41.77078611°N,2.03717778°E 600 msnm                                                                                 |           | Sot de Pumanyà                       | Modifica les dades a Wikidata |
|        | Sot de l'Abellar                    | Monistrol de Calders                          | indret                           |              | 41° 45′ 18″ N, 2° 00′ 26″ E / 41.754874°N,2.007176°E 525 msnm                                                                                     |           | Sot de l'Abellar                     | Modifica les dades a Wikidata |
|        | Sot de l'Arç                        | Monistrol de Calders                          | indret                           |              | 41° 45′ 05″ N, 2° 01′ 36″ E / 41.7512575°N,2.02658889°E                                                                                           |           |                                      | Modifica les dades a Wikidata |
|        | Sot del Planter                     | Monistrol de Calders                          | indret                           |              | 41° 45′ 33″ N, 2° 00′ 22″ E / 41.7593°N,2.00611°E 525 msnm                                                                                        |           | Sot del Planter                      | Modifica les dades a Wikidata |
|        | Vinya Vella de Mussarra             | Monistrol de Calders Talamanca                | indret                           |              | 41° 45′ 02″ N, 1° 59′ 09″ E / 41.75044611°N,1.985785°E 550 msnm                                                                                   |           | Vinya Vella de Mussarra              | Modifica les dades a Wikidata |
|        | la Vinya Vella                      | Monistrol de Calders                          | indret masia ubicació geogràfica |              | 41° 45′ 22″ N, 2° 02′ 11″ E / 41.75618889°N,2.03628889°E                                                                                          |           |                                      | Modifica les dades a Wikidata |
|        | les Vinyes (la Païssa)              | Monistrol de Calders                          | indret                           |              | 41° 46′ 34″ N, 2° 01′ 07″ E / 41.776°N,2.01867°E                                                                                                  |           |                                      | Modifica les dades a Wikidata |

## masia
| imatge | Nom                    | Ubicat a             | instància de | Detalls                                          | coordenades | Protecció                                  | Commons (més fotos)                  | Dades a WD                    |
| ------ | ---------------------- | -------------------- | ------------ | ------------------------------------------------ | --- | ------------------------------------------ | ------------------------------------ | ----------------------------- |
|        | Alzina Martina         | Monistrol de Calders | masia        |                                                  | 41° 44′ 45″ N, 2° 00′ 08″ E / 41.7458°N,2.00227°E 678.9 msnm                                                                                               |                                            |                                      | Modifica les dades a Wikidata |
|        | Ca l'Espardenyer       | Monistrol de Calders | masia        |                                                  | 41° 45′ 37″ N, 2° 00′ 54″ E / 41.760166°N,2.01487°E ca:C/ Sant Llogari, 2                                                                                  |                                            |                                      | Modifica les dades a Wikidata |
|        | Casalot de la Llegenda | Monistrol de Calders | masia        | Estat: ruïnós                                    | 41° 44′ 22″ N, 2° 02′ 09″ E / 41.73949167°N,2.035945°E 629 msnm                                                                                            |                                            | Casalot de la Llegenda               | Modifica les dades a Wikidata |
|        | Mas Guardiola          | Monistrol de Calders | masia        | Estil: arquitectura barroca arquitectura popular | 41° 45′ 35″ N, 2° 00′ 51″ E / 41.75963°N,2.014258°E 447 msnm                                                                                               | bé integrant del patrimoni cultural català | Mas Guardiola (Monistrol de Calders) | Modifica les dades a Wikidata |
|        | Mas Llandric           | Monistrol de Calders | masia        |                                                  | 41° 45′ 26″ N, 2° 00′ 07″ E / 41.7571°N,2.00198°E 593.3 msnm                                                                                               |                                            |                                      | Modifica les dades a Wikidata |
|        | Mas Pla                | Monistrol de Calders | masia        | Estat: enderrocat o destruït                     | 41° 45′ 06″ N, 1° 59′ 44″ E / 41.75158389°N,1.99544167°E 594.3 msnm                                                                                        |                                            | Mas Pla (Monistrol de Calders)       | Modifica les dades a Wikidata |
|        | Mussarra               | Monistrol de Calders | masia        | Estil: arquitectura popular                      | 41° 44′ 42″ N, 1° 59′ 54″ E / 41.7451°N,1.9982°E ca:A la zona oest del terme, prop del límit amb Talamanca. 660.8 msnm                                     | bé integrant del patrimoni cultural català | Mussarra                             | Modifica les dades a Wikidata |
|        | Puigllobató            | Monistrol de Calders | masia        | Estat: enderrocat o destruït                     | 41° 44′ 14″ N, 2° 00′ 48″ E / 41.73715556°N,2.01347222°E 687 msnm                                                                                          |                                            | Puigllobató                          | Modifica les dades a Wikidata |
|        | Pumanyà                | Monistrol de Calders | masia        | Estat: ruïnós                                    | 41° 46′ 08″ N, 2° 01′ 58″ E / 41.768844°N,2.0327°E ca:a la zona nord-est del terme municipal, damunt d'un turó al nord del torrent de Colljovà. 616.1 msnm |                                            | Pumanyà                              | Modifica les dades a Wikidata |
|        | Rubió                  | Monistrol de Calders | masia        | Estil: arquitectura popular                      | 41° 45′ 16″ N, 2° 02′ 19″ E / 41.7545°N,2.03863°E ca:a l'àrea central de la zona est del terme municipal.                                                  | bé integrant del patrimoni cultural català | Rubió (Monistrol de Calders)         | Modifica les dades a Wikidata |
|        | Saladic                | Monistrol de Calders | masia        |                                                  | 41° 45′ 25″ N, 2° 01′ 15″ E / 41.756936°N,2.0208°E ca:a l'extrem est del terme municipal, a peu de l'antic camí de Granera 502 msnm                        |                                            | Saladic (Monistrol de Calders)       | Modifica les dades a Wikidata |
|        | el Bosc                | Monistrol de Calders | masia        | Estil: arquitectura popular                      | 41° 45′ 13″ N, 2° 00′ 06″ E / 41.7537°N,2.00159°E ca:A la zona oest del terme, a la Serra de Mussarra.                                                     | bé integrant del patrimoni cultural català | El Bosc de Mussarra                  | Modifica les dades a Wikidata |
|        | el Rossinyol           | Monistrol de Calders | masia        | Estil: arquitectura popular                      | 41° 43′ 51″ N, 2° 00′ 54″ E / 41.73076944°N,2.01495833°E ca:a l'extrem sud del terme municipal.                                                            | bé integrant del patrimoni cultural català | El Rossinyol (Monistrol de Calders)  | Modifica les dades a Wikidata |
|        | el Solà                | Monistrol de Calders | masia        |                                                  | 41° 45′ 32″ N, 2° 00′ 47″ E / 41.7588°N,2.01293°E ca:Ctra. de Sabadell a Prats, Km 32,5 442.7 msnm                                                         |                                            | El Solà (Monistrol de Calders)       | Modifica les dades a Wikidata |
|        | el Trull               | Monistrol de Calders | masia        |                                                  | 41° 46′ 21″ N, 2° 01′ 08″ E / 41.7723947067955°N,2.01898093292092°E                                                                                        |                                            |                                      | Modifica les dades a Wikidata |
|        | l'Om                   | Monistrol de Calders | masia        | Estil: arquitectura popular Estat: ruïnós        | 41° 44′ 24″ N, 2° 01′ 15″ E / 41.73988611°N,2.02081389°E ca:a l'àrea central de la zona sud del terme municipal. 516 msnm                                  |                                            | L'Om (Monistrol de Calders)          | Modifica les dades a Wikidata |
|        | l'Otzetó               | Monistrol de Calders | masia        | Estat: enderrocat o destruït                     | 41° 44′ 00″ N, 2° 01′ 29″ E / 41.7334°N,2.02472°E ca:a la zona sud del terme municipal. 591.4 msnm                                                         |                                            | L'Otzetó                             | Modifica les dades a Wikidata |
|        | la Casanova            | Monistrol de Calders | masia        | Estat: ruïnós                                    | 41° 44′ 58″ N, 2° 01′ 03″ E / 41.74933611°N,2.01747083°E 538.4 msnm                                                                                        |                                            | La Casanova (Monistrol de Calders)   | Modifica les dades a Wikidata |
|        | la Coma                | Monistrol de Calders | masia        | Estil: arquitectura popular                      | 41° 46′ 49″ N, 2° 01′ 52″ E / 41.78031111°N,2.031075°E ca:a la zona nord-est del terme municipal. 508 msnm                                                 | bé integrant del patrimoni cultural català | La Coma (Monistrol de Calders)       | Modifica les dades a Wikidata |
|        | la Fàbrega             | Monistrol de Calders | masia        | Estat: enderrocat o destruït                     | 41° 45′ 41″ N, 2° 02′ 21″ E / 41.7615°N,2.0391°E 567 msnm                                                                                                  |                                            |                                      | Modifica les dades a Wikidata |
|        | la Fàbrica Nova        | Monistrol de Calders | masia        |                                                  | 41° 45′ 31″ N, 2° 00′ 53″ E / 41.7586°N,2.01484°E 456 msnm                                                                                                 |                                            |                                      | Modifica les dades a Wikidata |
|        | la Païssa              | Monistrol de Calders | masia        | Estil: arquitectura popular                      | 41° 46′ 23″ N, 2° 00′ 55″ E / 41.7731194444°N,2.01525833333°E ca:Al nord del municipi. Accés des de la ctra. de Calders, km 34,8 490.9 msnm                | bé integrant del patrimoni cultural català | La Païssa (Monistrol de Calders)     | Modifica les dades a Wikidata |
|        | mas Pujol              | Monistrol de Calders | masia        |                                                  | 41° 45′ 26″ N, 2° 00′ 07″ E / 41.7571°N,2.00198°E 593.3 msnm                                                                                               |                                            |                                      | Modifica les dades a Wikidata |

## molí d'aigua
| imatge | Nom            | Ubicat a             | instància de | Detalls                     | coordenades | Protecció                                  | Commons (més fotos)                      | Dades a WD                    |
| ------ | -------------- | -------------------- | ------------ | --------------------------- | --- | ------------------------------------------ | ---------------------------------------- | ----------------------------- |
|        | Molí d'en Sala | Monistrol de Calders | molí d'aigua | Estil: arquitectura popular | 41° 45′ 24″ N, 2° 01′ 35″ E / 41.7567°N,2.02629°E ca:Camí de Monistrol a la Clusella 485 msnm                                                   | bé integrant del patrimoni cultural català | El Molí d'en Sala (Monistrol de Calders) | Modifica les dades a Wikidata |
|        | Molí del Solà  | Monistrol de Calders | molí d'aigua |                             | 41° 45′ 30″ N, 2° 00′ 52″ E / 41.75840556°N,2.01432222°E ca:A l'inici de la urbanització del Solà, a l'extrem sud del carrer del Molí. 452 msnm |                                            | Molí del Solà (Monistrol de Calders)     | Modifica les dades a Wikidata |

## muntanya
| imatge | Nom                   | Ubicat a                                   | instància de | Detalls    | coordenades                                                       | Protecció | Commons (més fotos)                       | Dades a WD                    |
| ------ | --------------------- | ------------------------------------------ | ------------ | ---------- | ----------------------------------------------------------------- | --------- | ----------------------------------------- | ----------------------------- |
|        | Muntanya de la Sala   | Monistrol de Calders Granera Castellterçol | muntanya     |            | 41° 45′ 00″ N, 2° 02′ 44″ E / 41.74988889°N,2.04555°E 665 msnm    |           | Muntanya de la Sala                       | Modifica les dades a Wikidata |
|        | Puig del Rossinyol    | Monistrol de Calders                       | muntanya     |            | 41° 44′ 14″ N, 2° 00′ 49″ E / 41.73720278°N,2.01348611°E 687 msnm |           | Puig del Rossinyol (Monistrol de Calders) | Modifica les dades a Wikidata |
|        | Serrat de Baiones     | Castellcir Moià Monistrol de Calders       | muntanya     |            | 41° 47′ 04″ N, 2° 02′ 29″ E / 41.784333°N,2.041324°E 697 msnm     |           | Serrat de Baiones                         | Modifica les dades a Wikidata |
|        | Serrat del Llogari    | Monistrol de Calders                       | muntanya     | Llarg: 1km | 41° 45′ 22″ N, 2° 00′ 15″ E / 41.75607°N,2.004093°E 624 msnm      |           | Serrat del Llogari                        | Modifica les dades a Wikidata |
|        | Serrat dels Ametllers | Monistrol de Calders                       | muntanya     |            | 41° 46′ 22″ N, 2° 00′ 42″ E / 41.772751°N,2.011717°E 504 msnm     |           | Serrat dels Ametllers                     | Modifica les dades a Wikidata |
|        | Trullars              | Monistrol de Calders                       | muntanya     |            | 41° 44′ 41″ N, 2° 02′ 05″ E / 41.74483889°N,2.03463528°E 711 msnm |           | Trullars (Monistrol de Calders)           | Modifica les dades a Wikidata |
|        | Turó de Lligabosses   | Monistrol de Calders                       | muntanya     |            | 41° 43′ 50″ N, 2° 00′ 16″ E / 41.7305°N,2.00453°E 684.3 msnm      |           |                                           | Modifica les dades a Wikidata |
|        | Turó del Jep Dó       | Monistrol de Calders Calders               | muntanya     |            | 41° 45′ 42″ N, 1° 59′ 25″ E / 41.7618°N,1.99022°E 538 msnm        |           | Turó del Jep Dó                           | Modifica les dades a Wikidata |
|        | el Trompo             | Castellcir Monistrol de Calders            | muntanya     |            | 41° 45′ 56″ N, 2° 02′ 40″ E / 41.76541667°N,2.04443056°E 676 msnm |           | El Trompo                                 | Modifica les dades a Wikidata |
|        | la Punta del Barco    | Monistrol de Calders Calders               | muntanya     |            | 41° 47′ 09″ N, 2° 01′ 31″ E / 41.78576972°N,2.02530556°E 620 msnm |           | La Punta del Barco                        | Modifica les dades a Wikidata |

## pedrera
| imatge | Nom                          | Ubicat a             | instància de | Detalls      | coordenades | Protecció | Commons (més fotos)   | Dades a WD                    |
| ------ | ---------------------------- | -------------------- | ------------ | ------------ | --- | --------- | --------------------- | ----------------------------- |
|        | Pedrera de Coll Girant       | Monistrol de Calders | pedrera      | 20th century | 41° 46′ 10″ N, 2° 01′ 35″ E / 41.76955°N,2.02637778°E 535 msnm                                                                                  |           | Pedrera de Pumanyà    | Modifica les dades a Wikidata |
|        | Pedrera de Mussarra          | Monistrol de Calders | pedrera      | 20th century | 41° 44′ 27″ N, 2° 00′ 07″ E / 41.7408°N,2.00196°E ca:situada a peu del camí que des del coll de Lligabosses porta cap al mas Mussarra. 650 msnm |           | Pedrera de Mussarra   | Modifica les dades a Wikidata |
|        | Pedrera de l'Estrada         | Monistrol de Calders | pedrera      |              | 41° 46′ 51″ N, 2° 01′ 28″ E / 41.78071389°N,2.02433611°E 510 msnm                                                                               |           | Pedrera de l'Estrada  | Modifica les dades a Wikidata |
|        | Pedrera de la Beresma        | Monistrol de Calders | pedrera      |              | 41° 45′ 43″ N, 2° 01′ 59″ E / 41.76196667°N,2.03304722°E 611 msnm                                                                               |           | Pedrera de la Beresma | Modifica les dades a Wikidata |
|        | Pedrera de la Colònia        | Monistrol de Calders | pedrera      |              | 41° 46′ 31″ N, 2° 00′ 40″ E / 41.77538611°N,2.01100556°E 430 msnm                                                                               |           | Pedrera de la Colònia | Modifica les dades a Wikidata |
|        | Pedrera de la Coma           | Monistrol de Calders | pedrera      |              | 41° 46′ 55″ N, 2° 01′ 42″ E / 41.78185556°N,2.02841389°E 510 msnm                                                                               |           | Pedrera de la Coma    | Modifica les dades a Wikidata |
|        | Pedrera de la Païssa         | Monistrol de Calders | pedrera      |              | 41° 46′ 30″ N, 2° 01′ 25″ E / 41.77511667°N,2.02354444°E                                                                                        |           |                       | Modifica les dades a Wikidata |
|        | Pedrera del Coll de Portella | Monistrol de Calders | pedrera      |              | 41° 45′ 25″ N, 2° 00′ 25″ E / 41.7569°N,2.00694°E ca:a la serra que s'aixeca al sud-est del nucli de Monistrol de Calders.                      |           |                       | Modifica les dades a Wikidata |
|        | Pedrera del Jornet           | Monistrol de Calders | pedrera      | 20th century | 41° 46′ 33″ N, 2° 01′ 24″ E / 41.7757547151974°N,2.02326138103627°E                                                                             |           |                       | Modifica les dades a Wikidata |
|        | Pedrera del Tasar            | Monistrol de Calders | pedrera      |              | 41° 44′ 32″ N, 2° 01′ 53″ E / 41.742275°N,2.031303°E 682 msnm                                                                                   |           | Pedrera del Tasar     | Modifica les dades a Wikidata |
|        | pedrera d'en Sala            | Monistrol de Calders | pedrera      | 20th century | 41° 46′ 19″ N, 2° 00′ 23″ E / 41.772°N,2.00641°E ca:a l'extrem nord-oest del municipi, al nord de la granja dels Campassos. 450 msnm            |           | Pedrera d'en Sala     | Modifica les dades a Wikidata |

## pont
| imatge | Nom               | Ubicat a             | instància de | Detalls                                                                                    | coordenades | Protecció                                  | Commons (més fotos)                  | Dades a WD                    |
| ------ | ----------------- | -------------------- | ------------ | ------------------------------------------------------------------------------------------ | --- | ------------------------------------------ | ------------------------------------ | ----------------------------- |
|        | Pont de Cal Serni | Monistrol de Calders | pont         | 1903 Travessa: riera de Sant Joan Hi passa: B-124 Estat: bon estat Llarg: 45.52m Ample: 9m | 41° 45′ 31″ N, 2° 00′ 41″ E / 41.75864444°N,2.01143611°E ca:a la carretera B-124 de Calders a Sant Llorenç Savall, en el pas per la riera de Sant Joan. 443.4 msnm  |                                            | Pont de Cal Serni                    | Modifica les dades a Wikidata |
|        | Pont del Collet   | Monistrol de Calders | pont         | 1904 Travessa: la Golarda Hi passa: B-124 Estat: bon estat Llarg: 56m Ample: 6m            | 41° 45′ 45″ N, 2° 00′ 46″ E / 41.76243889°N,2.01279167°E ca:a la carretera B-124 de Calders a Sant Llorenç Savall, en el pas per la riera de la Golarda. 436.2 msnm |                                            | Pont del Collet                      | Modifica les dades a Wikidata |
|        | Pont del Rector   | Monistrol de Calders | pont         | Travessa: riera de Sant Joan Estat: bon estat Llarg: 25m Ample: 6.5m                       | 41° 45′ 37″ N, 2° 00′ 48″ E / 41.76020833°N,2.01320556°E ca:Av. del Doctor Pere Tarrés 442 msnm                                                                     | bé integrant del patrimoni cultural català | Pont del Rector                      | Modifica les dades a Wikidata |
|        | Pont del Solà     | Monistrol de Calders | pont         | 20th century Travessa: torrent de l'Om Llarg: 18m Ample: 9m                                | 41° 45′ 30″ N, 2° 00′ 48″ E / 41.7584555556°N,2.01324444444°E 442.2 msnm                                                                                            |                                            | Pont del Solà (Monistrol de Calders) | Modifica les dades a Wikidata |
|        | Pont del Tasar    | Monistrol de Calders | pont         | 20th century Travessa: riera de Sant Joan Llarg: 60m Ample: 9m                             | 41° 45′ 44″ N, 2° 00′ 44″ E / 41.7620861111°N,2.01209166667°E 436 msnm                                                                                              |                                            | Pont del Tasar                       | Modifica les dades a Wikidata |

## salt d'aigua
| imatge | Nom                          | Ubicat a             | instància de | Detalls | coordenades | Protecció | Commons (més fotos)          | Dades a WD                    |
| ------ | ---------------------------- | -------------------- | ------------ | ------- | --- | --------- | ---------------------------- | ----------------------------- |
|        | Salt de la Baga Cerdana      | Monistrol de Calders | salt d'aigua |         | 41° 47′ 05″ N, 2° 01′ 41″ E / 41.7848°N,2.02818°E ca:Al nord del terme municipal i també al nord de la masia la Coma. 510 msnm |           | Salt de la Baga Cerdana      | Modifica les dades a Wikidata |
|        | Salt del Torrent de Colljovà | Monistrol de Calders | salt d'aigua |         | 41° 46′ 09″ N, 2° 01′ 25″ E / 41.76914389°N,2.02352222°E 465 msnm                                                              |           | Salt del Torrent de Colljovà | Modifica les dades a Wikidata |

## serra
| imatge | Nom                               | Ubicat a                           | instància de | Detalls       | coordenades                                                     | Protecció | Commons (més fotos)    | Dades a WD                    |
| ------ | --------------------------------- | ---------------------------------- | ------------ | ------------- | --------------------------------------------------------------- | --------- | ---------------------- | ----------------------------- |
|        | Carena de la Baga                 | Monistrol de Calders Castellterçol | serra        |               | 41° 45′ 35″ N, 2° 02′ 59″ E / 41.759661°N,2.04972°E 647 msnm    |           | Carena de la Baga      | Modifica les dades a Wikidata |
|        | Carena del Peter                  | Calders Monistrol de Calders       | serra        |               | 41° 46′ 47″ N, 2° 01′ 25″ E / 41.779843°N,2.023735°E 572 msnm   |           | Carena del Peter       | Modifica les dades a Wikidata |
|        | La Serreta (Monistrol de Calders) | Monistrol de Calders               | serra        |               | 41° 46′ 03″ N, 2° 00′ 46″ E / 41.7676°N,2.01279°E 559.1 msnm    |           |                        | Modifica les dades a Wikidata |
|        | Serra de Mas Pujol                | Monistrol de Calders               | serra        | Llarg: 1km    | 41° 45′ 38″ N, 1° 59′ 55″ E / 41.760681°N,1.998634°E 602 msnm   |           | Serrat de Mas Pujol    | Modifica les dades a Wikidata |
|        | Serra de la Malesa                | Monistrol de Calders               | serra        | Llarg: 0.5km  | 41° 46′ 48″ N, 2° 00′ 42″ E / 41.7799°N,2.01179°E 600 msnm      |           | Serra de la Malesa     | Modifica les dades a Wikidata |
|        | Serra de les Abrines              | Monistrol de Calders Calders       | serra        |               | 41° 45′ 46″ N, 2° 00′ 09″ E / 41.762804°N,2.002619°E 613 msnm   |           | Serra de les Abrines   | Modifica les dades a Wikidata |
|        | Serra del Riquer                  | Monistrol de Calders               | serra        |               | 41° 43′ 25″ N, 2° 00′ 11″ E / 41.723583°N,2.002968°E 596.3 msnm |           |                        | Modifica les dades a Wikidata |
|        | Serrat de Brusa                   | Monistrol de Calders               | serra        | Llarg: 0.2km  | 41° 45′ 25″ N, 2° 00′ 29″ E / 41.7569°N,2.00794°E 564 msnm      |           | Serrat de Brusa        | Modifica les dades a Wikidata |
|        | Serrat de Mussarra                | Monistrol de Calders Talamanca     | serra        |               | 41° 44′ 24″ N, 2° 00′ 06″ E / 41.740074°N,2.001794°E 690 msnm   |           | Serrat de Mussarra     | Modifica les dades a Wikidata |
|        | Serrat de Pumanyà                 | Monistrol de Calders               | serra        | Llarg: 1km    | 41° 46′ 08″ N, 2° 02′ 09″ E / 41.768753°N,2.035702°E 653 msnm   |           | Serrat de Pumanyà      | Modifica les dades a Wikidata |
|        | Serrat de Sant Andreu             | Calders Monistrol de Calders       | serra        | Llarg: 0.7km  | 41° 45′ 46″ N, 2° 00′ 09″ E / 41.762819°N,2.002628°E 613 msnm   |           | Serrat de Sant Andreu  | Modifica les dades a Wikidata |
|        | Serrat de l'Otzetó                | Monistrol de Calders Granera       | serra        |               | 41° 43′ 52″ N, 2° 01′ 34″ E / 41.7312°N,2.02619444°E 640 msnm   |           | Serrat de l'Otzetó     | Modifica les dades a Wikidata |
|        | Serrat de la Guinardera           | Monistrol de Calders               | serra        | Llarg: 1km    | 684.8 msnm                                                      |           |                        | Modifica les dades a Wikidata |
|        | Serrat de la Rectora              | Monistrol de Calders               | serra        |               | 41° 45′ 54″ N, 2° 01′ 20″ E / 41.764961°N,2.022111°E 594 msnm   |           | Serrat de la Rectora   | Modifica les dades a Wikidata |
|        | Serrat de la Tirolena             | Calders Monistrol de Calders       | serra        |               | 41° 47′ 14″ N, 2° 01′ 31″ E / 41.787138°N,2.025228°E 626 msnm   |           | Serrat de la Tirolena  | Modifica les dades a Wikidata |
|        | Serrat de les Serveres            | Monistrol de Calders               | serra        | Llarg: 0.2km  | 41° 45′ 03″ N, 2° 01′ 21″ E / 41.7509°N,2.02243°E 655 msnm      |           | Serrat de les Serveres | Modifica les dades a Wikidata |
|        | Serrat del Feliu                  | Monistrol de Calders               | serra        |               | 41° 44′ 55″ N, 1° 59′ 48″ E / 41.748596°N,1.996735°E 620 msnm   |           | Serrat del Feliu       | Modifica les dades a Wikidata |
|        | Serrat del Gordi                  | Monistrol de Calders               | serra        | Llarg: 0.3km  | 41° 45′ 46″ N, 2° 00′ 15″ E / 41.76285°N,2.004047°E 613 msnm    |           | Serrat del Gordi       | Modifica les dades a Wikidata |
|        | Serrat del Guaita                 | Monistrol de Calders               | serra        | Llarg: 0.12km | 708.3 msnm                                                      |           |                        | Modifica les dades a Wikidata |
|        | Serrat del Rossinyol              | Monistrol de Calders Mura          | serra        |               | 41° 43′ 42″ N, 2° 00′ 46″ E / 41.728296°N,2.012859°E 667 msnm   |           | Serrat del Rossinyol   | Modifica les dades a Wikidata |
|        | Serrat del Trompa                 | Monistrol de Calders               | serra        | Llarg: 1km    | 41° 44′ 27″ N, 2° 01′ 44″ E / 41.740828°N,2.02883°E 641 msnm    |           | Serrat del Trompa      | Modifica les dades a Wikidata |
|        | Serrat dels Ermots del Coll       | Granera Monistrol de Calders       | serra        |               | 41° 44′ 41″ N, 2° 02′ 05″ E / 41.7448°N,2.03463°E               |           |                        | Modifica les dades a Wikidata |

## teuleria
| imatge | Nom             | Ubicat a             | instància de | Detalls                                                 | coordenades                                                                    | Protecció | Commons (més fotos) | Dades a WD                    |
| ------ | --------------- | -------------------- | ------------ | ------------------------------------------------------- | ------------------------------------------------------------------------------ | --------- | ------------------- | ----------------------------- |
|        | Forn de la Coma | Monistrol de Calders | teuleria     | Estil: arquitectura popular Estat: parcialment destruït | 41° 46′ 50″ N, 2° 01′ 58″ E / 41.780589°N,2.032711°E ca:Masia la Coma 514 msnm |           | Forn de la Coma     | Modifica les dades a Wikidata |
|        | Forn del Peneta | Monistrol de Calders | teuleria     |                                                         | 41° 45′ 33″ N, 2° 00′ 31″ E / 41.7592°N,2.00855°E 493 msnm                     |           |                     | Modifica les dades a Wikidata |

## Misc
| imatge | Nom                                                    | Ubicat a                                                                                    | instància de                                   | Detalls                     | coordenades | Protecció                                  | Commons (més fotos)                | Dades a WD                    |
| ------ | ------------------------------------------------------ | ------------------------------------------------------------------------------------------- | ---------------------------------------------- | --------------------------- | --- | ------------------------------------------ | ---------------------------------- | ----------------------------- |
|        | B-124                                                  | Sabadell Castellar del Vallès Sant Llorenç Savall Granera Mura Monistrol de Calders Calders | carretera                                      |                             | 41° 33′ 07″ N, 2° 06′ 23″ E / 41.552°N,2.10625°E                                                                                    |                                            |                                    | Modifica les dades a Wikidata |
|        | Creu de terme del Padró Petit                          | Monistrol de Calders                                                                        | creu de terme                                  | Estil: arquitectura popular | | bé integrant del patrimoni cultural català | Creu de terme del Padró Petit      | Modifica les dades a Wikidata |
|        | Estació de la Coma                                     | Monistrol de Calders                                                                        | estació de ferrocarril                         | Estat: ruïnós               | 41° 46′ 44″ N, 2° 01′ 51″ E / 41.778841666667°N,2.0308722222222°E ca:masia La Coma 501 msnm                                         |                                            | Estació de la Coma                 | Modifica les dades a Wikidata |
|        | Forn de calç del Molí d'en Sala                        | Monistrol de Calders                                                                        | forn de calç                                   |                             | 41° 46′ 27″ N, 2° 01′ 32″ E / 41.77427°N,2.02545°E ca:a la zona central del terme municipal, a l'est del poble.                     |                                            |                                    | Modifica les dades a Wikidata |
|        | Granja Els Campassos                                   | Monistrol de Calders                                                                        | granja                                         |                             | 41° 46′ 07″ N, 2° 00′ 27″ E / 41.7687382629994°N,2.00748683197332°E                                                                 |                                            |                                    | Modifica les dades a Wikidata |
|        | Monistrol de Calders                                   | Monistrol de Calders                                                                        | entitat singular de població capital municipal | 762 hab                     | 41° 45′ 37″ N, 2° 00′ 55″ E / 41.76029129°N,2.01522212°E 450 msnm                                                                   |                                            |                                    | Modifica les dades a Wikidata |
|        | Parc del Serrat                                        | Monistrol de Calders                                                                        | parc                                           |                             | 41° 45′ 40″ N, 2° 00′ 47″ E / 41.7612°N,2.01313°E 460 msnm                                                                          |                                            | Parc del Serrat                    | Modifica les dades a Wikidata |
|        | Pedra de Pumanyà                                       | Monistrol de Calders                                                                        | premsa de vi roca element arquitectònic        |                             | 41° 46′ 18″ N, 2° 01′ 44″ E / 41.77153°N,2.02899°E ca:a la zona nord-est del terme municipal, prop del camí que porta a Pumanyà.    |                                            |                                    | Modifica les dades a Wikidata |
|        | Pins del Feliu                                         | Monistrol de Calders                                                                        | pineda                                         |                             | 41° 45′ 46″ N, 2° 01′ 00″ E / 41.7627944444°N,2.01674388889°E                                                                       |                                            |                                    | Modifica les dades a Wikidata |
|        | Polígon Industrial la Llandriga                        | Monistrol de Calders                                                                        | polígon industrial                             |                             | 41° 45′ 45″ N, 2° 00′ 40″ E / 41.76246667°N,2.01108056°E 436 msnm                                                                   |                                            | Polígon Industrial la Llandriga    | Modifica les dades a Wikidata |
|        | Quintana de la Païssa                                  | Monistrol de Calders                                                                        | camp                                           |                             | 41° 44′ 45″ N, 1° 59′ 56″ E / 41.7457°N,1.99895°E                                                                                   |                                            |                                    | Modifica les dades a Wikidata |
|        | Restes d'una resclosa i de tres molins als Gorgs Blaus | Monistrol de Calders                                                                        | resclosa element arquitectònic                 | Estat: ruïnós               | 41° 46′ 25″ N, 2° 01′ 32″ E / 41.77354°N,2.02557°E ca:a la roca per on discorre la riera de la Golarda, a la zona dels Gorgs Blaus. |                                            |                                    | Modifica les dades a Wikidata |
|        | Rovira de Sant Amanç                                   | Monistrol de Calders Calders                                                                | roureda                                        |                             | 41° 46′ 57″ N, 2° 02′ 39″ E / 41.7824138889°N,2.04405°E 605 msnm                                                                    |                                            |                                    | Modifica les dades a Wikidata |
|        | Urbanització Masia del Solà                            | Monistrol de Calders                                                                        | urbanització                                   |                             | 41° 45′ 11″ N, 2° 00′ 54″ E / 41.753066°N,2.015049°E 500 msnm                                                                       |                                            | Urbanització Masia del Solà        | Modifica les dades a Wikidata |
|        | casa consistorial de Monistrol de Calders              | Monistrol de Calders                                                                        | casa consistorial                              |                             | 41° 45′ 38″ N, 2° 00′ 51″ E / 41.7606551°N,2.0140434°E                                                                              |                                            | Ajuntament de Monistrol de Calders | Modifica les dades a Wikidata |
|        | dolmen de Trullars                                     | Monistrol de Calders                                                                        | dolmen                                         |                             | 41° 44′ 41″ N, 2° 02′ 05″ E / 41.74485556°N,2.03466111°E 711 msnm                                                                   | bé integrant del patrimoni cultural català | Dolmen de Trullars                 | Modifica les dades a Wikidata |